# 吉小安
吉小安 （1957年8月1日—）是北京华联董事长。

## 生平
1957年出生于北京市，曾经担任在中国国务院发展研究中心担任副研究员。现任海南民族科技投资有限公司董事长、总经理和北京华联集团董事长。